# Marmion Tower
Marmion Tower, historisk også kendt som Tanfield Castle, er en portbygning fra 1400-tallet, der ligger nær kandsbyen West Tanfield i North Yorkshire, England. Den har overlevet nedrivningen af den befæstede herregård, som blev revet ned og brugt til bl.a. Snape Castle og Kirklington Hall.
Den drives i dag af English Heritage. Det er en listed building af første grad.